# Рындино (Цивильский район)
Ры́ндино (чув. Рынкӑ Сали) — село в Цивильском муниципальном округе Чувашской Республики России. До преобразования в 2022 году Цивильского района в муниципальный округ являлось административным центром Рындинского сельского поселения.

## География
Находится в северной части Чувашии у юго-западной окраины районного центра города Цивильск.

## История
Известно с 1717 года как русская деревня, принадлежавшая разным помещикам (Кемецкие, Аркатовы, Кураевы, Матюнины, Родевы, Завадские, Амачкины). Число дворов и жителей: в 1717 — 78 жителей, 1746—152 мужчин; 1770-е — 193 мужчин; 1795 — 59 дворов, 420 жителей, 1858—474 жителя, 1897—563 жителя, в 1926—132 двора, 709 жителей. 
В период коллективизации был организован колхоз «Новая жизнь». До 1930 года действовала Спасская церковь (1772 год постройки).
В 1939 — 814 жителей, в 1979 — 740 жителей. В 2002 — 260 дворов, 2010 — 278 домохозяйств. 
До 2022 года село — административный центр Рындинского сельского поселения.
22 февраля 2024 года в селе побывал президент России В. В. Путин, посетил ФАП.

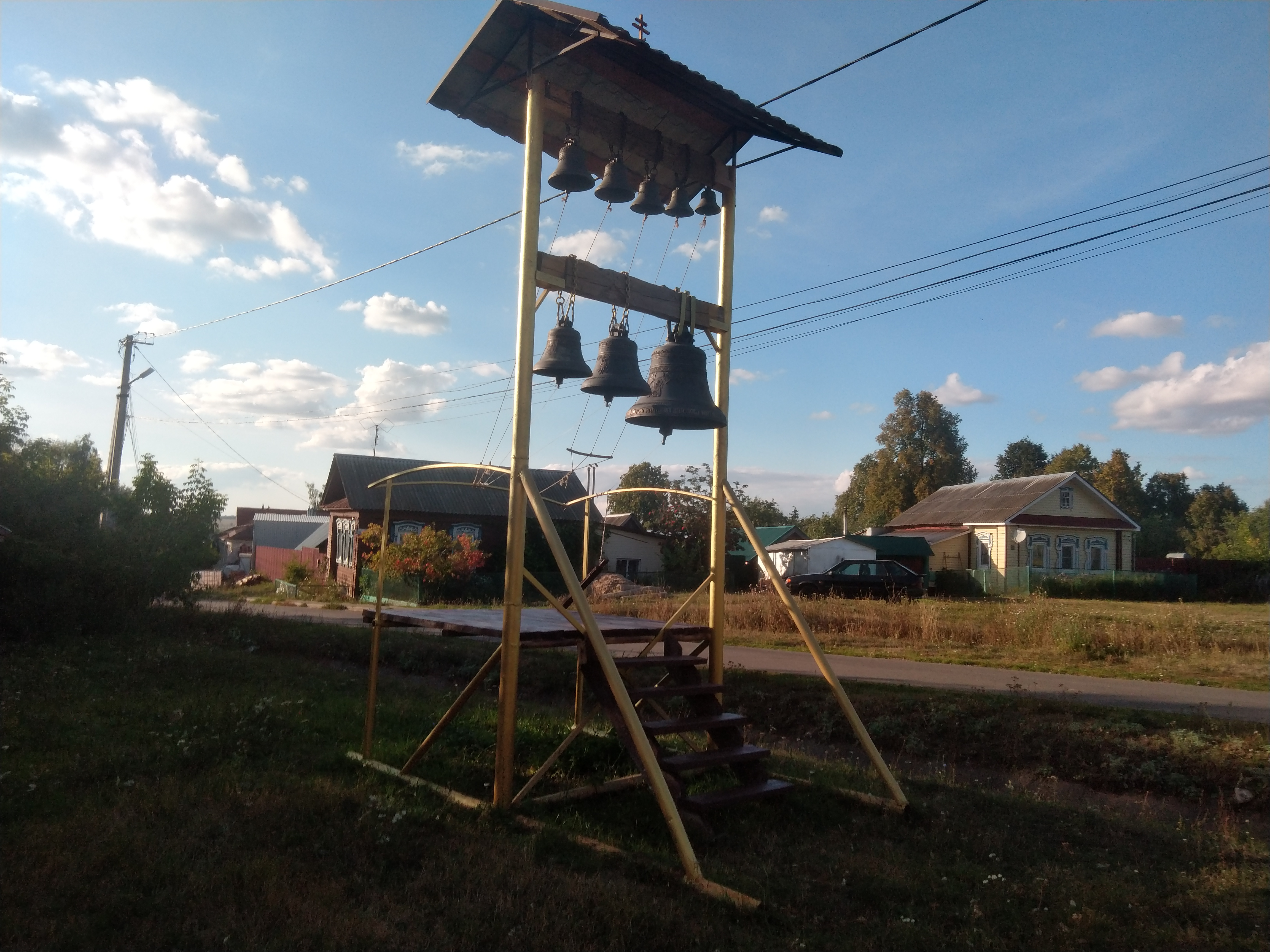
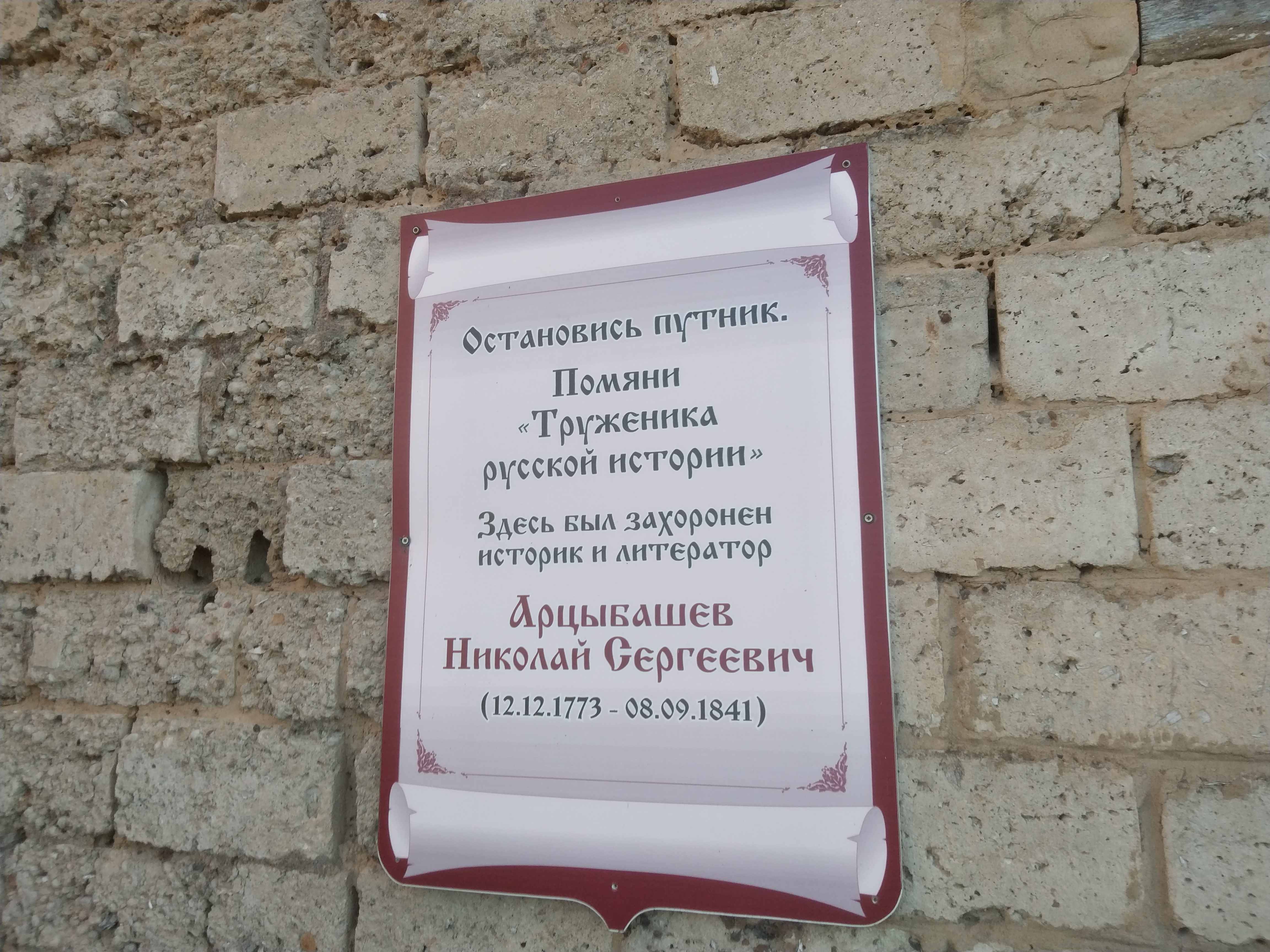
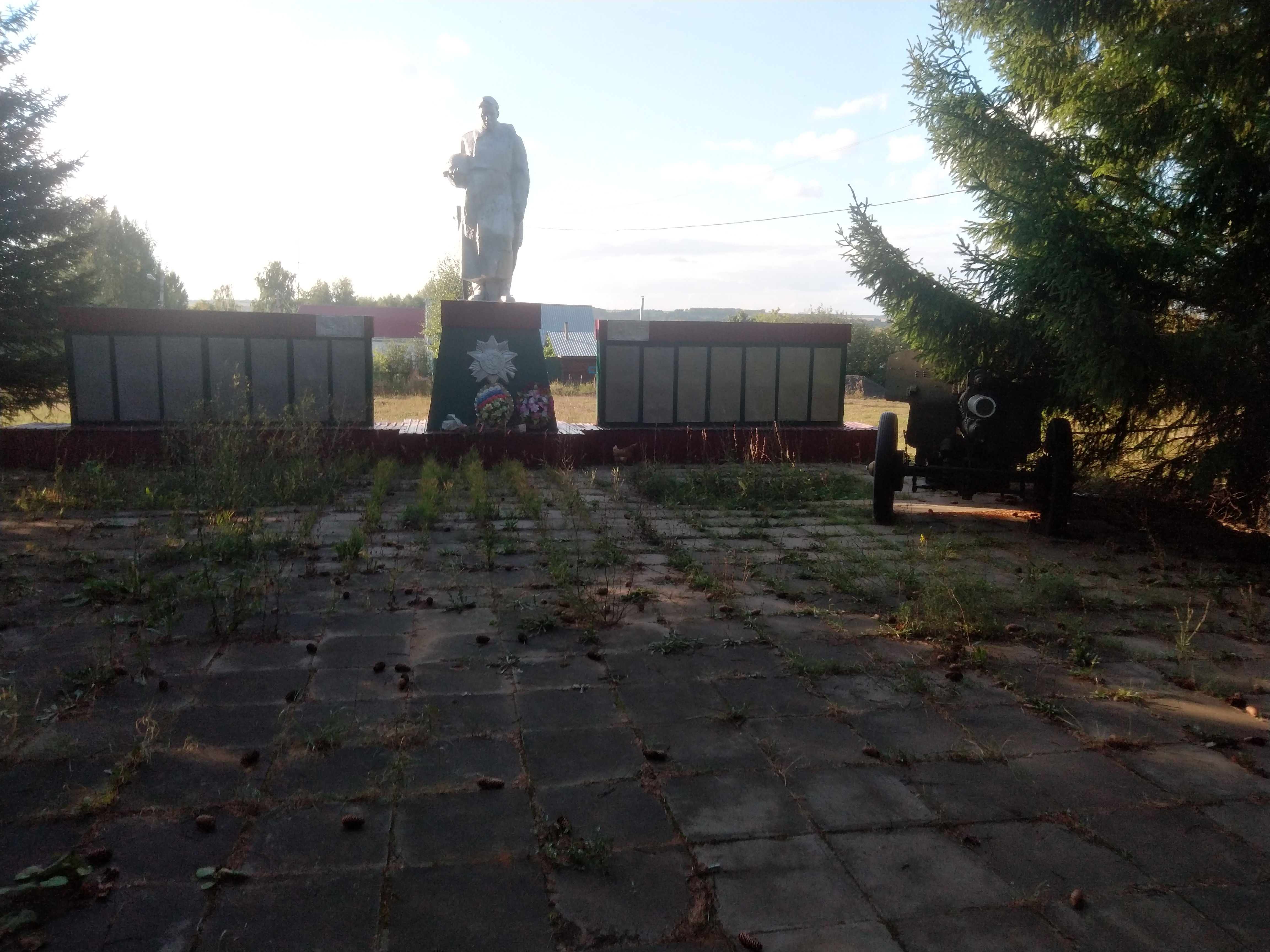

## Население
| 2010 | 2012 |
| ---- | ---- |
| 775  | ↗927 |

Постоянное население составляло 746 человек (русские 50 %, чуваши 50 %) в 2002 году, 775 в 2010.